# サイード・モハンマドプール
サイード・モハンマドプール・カルカラグ（ペルシア語: سعید محمدپور کرکرق、ラテン文字表記: Saeid Mohammadpour Karkaragh、1993年3月3日 - ）は、イランのアルダビール出身の男子重量挙げ選手。2012年ロンドンオリンピックでは94キロ級重量挙げで5位入賞を果たしたが、上位4名がドーピング違反で失格となり最終的に金メダルを獲得した選手である。

## 統計

### ベスト記録
(2012夏季オリンピック94キロ級)
- スナッチ：183 kg 2位
- ジャーク：219 kg 1位
- トータル：402 kg 1位